# Unione Sportiva Renato Serra (calcio)
L'Unione Sportiva Renato Serra è stata una società calcistica di Cesena.
Intitolata a Renato Serra, un giovane patriota cesenate morto combattendo durante la prima guerra mondiale sulle alture del Carso, dal 1920 fino a metà degli anni 1930 rappresentò il calcio a Cesena.
Disputò un campionato di Prima Divisione (dal 1935 Serie C). Durante il fascismo la squadra fu costretta a sciogliersi per la chiamata alle armi dei suoi giovani componenti.